# Sminthurides monnioti
Sminthurides monnioti is een springstaartensoort uit de familie van de Sminthurididae. De wetenschappelijke naam van de soort is voor het eerst geldig gepubliceerd in 1966 door Massoud & Betsch.